# Pierre Lanfrey

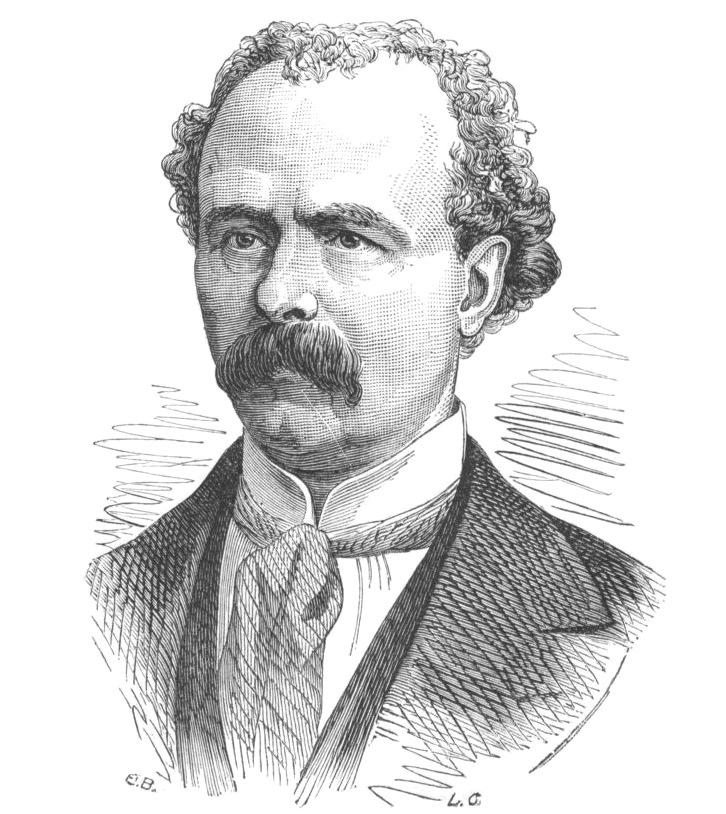
Pierre Lanfrey, in: Le Monde illustré, 24. November 1877

Pierre Lanfrey (* 26. Oktober 1828 in Chambéry (Savoyen); † 15. November 1877 in Pau (Département Pyrénées-Atlantiques)) war ein französischer Politiker und Historiker. In letzterer Eigenschaft trat er vor allem durch seine äußerst kritische Biografie Napoleons hervor, die auch seinen literarischen Ruhm begründete. In der ersten Hälfte der 1870er Jahre war er als gemäßigter Republikaner Mitglied der Nationalversammlung sowie 1871–73 französischer Botschafter in der Schweiz. Im Dezember 1875 wurde er Senator der Dritten Republik auf Lebenszeit, starb aber bereits zwei Jahre später im Alter von nur 49 Jahren.

## Frühes Leben
Pierre Lanfrey war Sohn eines Husarenkapitäns, der unter Napoleon gedient und die in Chambéry in Savoyen ansässige Modewarenhändlerin Thérèse Bolain geheiratet hatte. Er verlor schon als Sechsjähriger seinen heftigen und irreligiösen Vater und wurde von seiner feinfühligen und sittenstrengen Mutter sorgfältig erzogen. In Not zurückgelassen brachte die fromme Mutter schwere Opfer für ihr einziges Kind. Obgleich ohne Unterricht und Bildung, übte sie einen dauerhaften moralischen Einfluss auf ihren Sohn aus. Sie erzog ihn zu einem selbstbewussten und wahrheitsliebenden jungen Mann, unterhielt mit ihm später lebenslang einen innigen Briefwechsel und starb erst im Alter von 86 Jahren, als ihr Sohn längst anerkannter Gelehrter war.
Die landschaftliche Schönheit der Umgebung Chambérys machte tiefen Eindruck auf den jungen Lanfrey, der dort ausgedehnte Spaziergänge unternahm und seine jugendliche Freiheit genoss. Obgleich von schwächlicher Gesundheit und sehr nervös, war er entschlussfreudig und tatkräftig. Er besuchte das Jesuitenkolleg seiner Vaterstadt, da seine Mutter ihm eine intensive christliche Ausbildung angedeihen lassen wollte. Bald zeichnete er sich durch Fleiß, Begabung und gutes Gedächtnis aus, legte aber auch eine antiklerikale Haltung an den Tag. Als 15-Jähriger machte er heimlich Auszüge aus einigen Büchern der Bibliothek des Kollegs, doch gestalteten sich diese Exzerpte zu einem Pamphlet gegen die Jesuiten. Er wurde verraten, musste sein Manuskript abliefern, reagierte aber trotzig, da er seine persönliche Freiheit und das Recht freien Denkens eingeschränkt sah, und musste das Kolleg verlassen.
Seine Mutter ermöglichte Lanfrey unter neuen persönlichen Opfern 1844 den Eintritt in ein anderes geistliches Institut in Saint-Jean-de-Maurienne. Allerdings empfand er den dortigen Unterricht heuchlerisch und er fühlte sich unverstanden und beengt in der gottselig-mystischen Atmosphäre; zum Entsetzen der Mutter begann er an den Dogmen und Mysterien der Kirche zu zweifeln. Er bat seine Mutter wiederholt, ihn seine Studien in Paris fortsetzen zu lassen. Ihr bangte jedoch vor den hohen Kosten und Versuchungen der französischen Hauptstadt. Schließlich vermochte Lanfrey von seiner Mutter nach viel Überzeugungsarbeit doch die Einwilligung in seinen Wunsch zu erhalten und konnte sich erst nun intellektuell voll entfalten. Graf D’Haussonville urteilt über Lanfrey, als Mann habe er viel vom Kind behalten, „eine gewisse natürliche, naive und freimütige Glut, übermäßige Strenge des Urteils, die Unmöglichkeit zu schweigen oder auch nur den Ausdruck seines Gedankens abzuschwächen“ und ein von sich und seinem Schicksal eingenommenes Wesen; „mit seinem 16. Jahr war er schon in sich gekehrt und von Natur zur Einsamkeit geneigt; etwas hoffärtig, reserviert und von bescheidenem Anstand, schätzte er ziemlich niedrig die Ansichten und selbst die gute Meinung Anderer.“
Doch machte Lanfrey nicht aus sich das Zentrum seiner Welt, sondern ihn bewegten die allgemeinen Eindrücke und großen Begebenheiten der Zeitgeschichte; auch erwuchs in ihm eine große Freiheitsliebe. So kam er 1846 in das Institut Bellaguet in Paris und schrieb bald seiner Mutter stolze Zukunftsträume nieder. Er wollte Schriftsteller werden und las viele Bücher, die ihm in Paris zu Gebote standen, so dass er große Kenntnisse sammelte. 1847 kehrte er heim, erholte sich in seiner Heimat von den Pariser Studien, verliebte sich erstmals flüchtig und ging 1848 nach Grenoble, um Jura zu studieren.
Die politische Erregung des Jahres 1848 ließ Lanfrey nicht unberührt. In der Monarchie hegte er frühe Neigung zum Republikanismus und schätzte große Revolutionäre, verachtete aber das Demagogentum. An der Februarrevolution fand es wenig Würdiges und an der Junischlacht viel Schmerzliches. Auch in Grenoble lebte er einsam, denn er fand schwer Anschluss; nur einigen Freunden in Paris stand er wirklich nahe. Das Studium der Jurisprudenz gefiel ihm nicht und er betrieb es sehr lässig, lernte hingegen Deutsch und Italienisch, studierte Philosophie, Literatur und namentlich Geschichte, die ihm als einzig wahre Philosophie und erhabenste Poesie erschien.
1848 und im Folgejahr laborierte der junge Gelehrte, den auch Napoleon III. einen großen Dichter nannte, dessen Sehnsucht Italien gewesen sei, an einem lebensbedrohlichen Nervenleiden, das dauernde Spuren hinterließ. In extravaganter Verbitterung klagte er Gott der Unvernunft an, dass er jemanden solle sterben lassen, ehe er ein wirkliches Leben habe führen können. Nach Beendigung seiner Studien in Grenoble sollte Lanfrey auf Wunsch seiner Mutter Advokat in Chambéry werden. Ihm sagte dieser Beruf nicht zu, er ging aber auf ihre Bitten nach Turin, um sich den Weg in die Rechtsanwaltskammer zu ebnen. Eine reizende Liebesidylle verschönerte diesen Aufenthalt von 1851; da traf ihn wuchtig die Nachricht vom Staatsstreich Napoleons III., den er verurteilte.

## Frühe literarische Tätigkeit
Ende 1853 siedelte sich Lanfrey in Paris an, als er gerade mit einer Arbeit über die Philosophie des 18. Jahrhunderts beschäftigt war. Paris wurde ihm nun zur neuen Heimat, während er den Posten eines Advokaten in Savoyen verschmähte. Aber bei der drückenden Lage der Presse in jenen Jahren musste Lanfrey noch harte Erfahrungen machen. Seine freiheitlichen Ansichten waren in Paris verpönt, und zu seinem Ärger wollte kein Redakteur seine Aufsätze veröffentlichen. Er vollendete seine mühevolle große Arbeit über die Philosophen, klopfte aber vergebens bei den Verlegern an; seine Mutter begann an seinem Erfolg zu zweifeln, was ihn sehr traf, und musste neue Mitteln beschaffen, um das Werk auf eigene Kosten publizieren zu lassen. Als er das Buch L’Église et les Philosophes du XVIIIe siècle hatte drucken lassen, gelang es ihm nur mühsam, einen zur Herausgabe und zum Vertrieb bereiten Buchhändler zu finden.
Das 1857 erschienene Werk, das 1879 seine dritte Auflage erlebte, machte großes Aufsehen; der französische Schriftsteller und Literaturkritiker Jules Janin fand anerkennende Worte, und Lanfreys literarisches Debüt war damit gelungen. Mit dem Maler Ary Scheffer schloss er innige Freundschaft und bei der geistvollen Gräfin d’Agoult, die ihm herzlich gewogen war, lernte er große Literaten und Häupter der republikanischen Partei kennen. Von Béranger angeregt, der ihn zur Poesie führen wollte, dichtete er ein fünfaktiges Drama, um es selbst zu verbrennen. Seine Lage schien sich auch nach dem Erfolg seines Werks nicht zu ändern; die oppositionellen Journale wagten es nicht, seine Beiträge zu veröffentlichen.
Lanfrey begann ein neues historisches Werk, polemisch wie das erste. Auf der Suche nach der Erklärung der vielen Schläge, welche die Freiheit in Frankreich seit der Revolution von 1789 erhalten hatte, schrieb er den Essai sur la Révolution française (Paris 1858). Da er sich darin erlaubte, die Lehren des Gesellschaftsvertrags zu kritisieren und die aus Rousseaus Einwirkung erwachsene Ochlokratie weit gräulicher als den Despotismus eines Einzelnen zu finden, da er Robespierre tadelte und die Adligen Mirabeau und Lafayette lobte, fiel eine Reihe von Demokraten über ihn her und stellte seine republikanische Treue in Frage.
Obgleich sein schriftstellerischer Ruf stieg, blieb Lanfreys Stellung weiterhin prekär. In Scheffer († 15. Juni 1858) verlor er seinen besten Freund. Bei ihm hatte er den italienischen Patrioten Manin kennengelernt, war zu dessen Testamentsvollstrecker ernannt worden und ging darum mit Lasteyrie 1858 nach Turin, um sich als Mitglied des französischen Ausschusses für Subskriptionen zu einem Monument Manins mit dem piemontesischen Ausschuss zu besprechen.
Nach Paris zurückgekehrt sah Lanfrey sich wachsender politischer Verfolgung ausgesetzt. Außer dem Courrier du Dimanche brachte keine Zeitung etwas von ihm, und alle seine Versuche, in der periodischen Presse Fuß zu fassen, scheiterten. Er dachte schon daran, 1859 den italienischen Feldzug mitzumachen, doch stand er davon ab und schrieb 1860 als misanthropischen Erguss einen sozialen Roman in Briefform: Les Lettres d’Evérard. Hier konnte er manches aussprechen, das ihm bisher unmöglich gewesen war; Evérards darin gezeigter Zorn bzw. gezeigtes Leid sind ein Ausdruck seiner eigenen Gefühle, ebenso wie Evérards bitterer Sarkasmus gegen die Zeit sein eigener Hohn ist, und wie Evérard strebte er nach ewigem Ruhm. Dieses Buch bewirkte, dass für Lanfrey nun eine erfolgreiche Periode begann. Er wurde allgemein bekannter und durch die Annexion Savoyens auch Franzose.
Gervais Charpentier bot Lanfrey an, für seine Revue nationale die vierzehntägliche Chronik zu übernehmen. Hiermit hatte Lanfrey Gelegenheit, seine politischen Überzeugungen endlich unverhohlen einem breiteren Publikum darlegen zu können und dem gemäßigten Republikanismus das Wort zu reden. Durch diese journalistische Tätigkeit erlangte er auch einen gesicherten Unterhalt. Von November 1860 bis Dezember 1864 schrieb er diese Chronik und verfocht die Forderungen der maßvollen Republikaner gegen den Imperialismus, ohne je seine Unabhängigkeit zu schmälern. Die Regierung bemerkte mit steigendem Missvergnügen Lanfreys Haltung in innen- und außenpolitischen Fragen, die Aufsichtsbehörde der Presse war ihm stets auf der Fährte und die Revue nationale erhielt mehrfach Verweise, bis Lanfrey Ende 1864 von der Chronik zurücktrat.
Eine Reihe größerer Artikel, die Lanfrey in die Revue nationale eingereiht hatte, gab er als Études et portraits politiques (1863; 3. Auflage 1874) gesammelt heraus. In ihnen spricht sich wie wohl in allen seinen Werken die Bitterkeit gegen das aus, was er an den Zeiten und Menschen für unrecht und tyrannisch hält. Mit beißendem Spott und hartem Tadel spricht er über die Männer des Kaiserreichs, der Restauration und der Julimonarchie. Schonungslos tritt er gegen Thiers auf, der seine Histoire du Consulat et de l’Empire im imperialistischen Geist geschrieben habe, und weist ihm besonders gern nach, welche Schläge er dem Moralitätsgefühl mit seinen Schilderungen versetze. Ohne Gnade verurteilt er Guizot und wagt es, Carnots Fehler darzulegen und Daunous Schwächen zu enthüllen. Vergnügt schildert er hingegen Carrel, mit dem er sich gern vergleichen ließ.
Seine harten Urteile über hochstehende Persönlichkeiten, die den Zeitgenossen nahe standen, machten dem jungen Gelehrten wenige Freunde und sein kaltes, verschlossenes Wesen konnte auch im Umgang nicht fesseln. Er selbst suchte wenig die Gesellschaft, die leichte Ironie der Salons stieß ihn ab, er bevorzugte eher schwere überzeugungstreue Angriffe gegen politische Opponenten. Zu seiner Zerstreuung ging er nur gern an solche Orte, an denen die Literatur, die Kunst und vor allem die Musik um ihrer selbst willen von Kennern betrieben wurden. Als stolzer Freigeist wollte er sich nicht unter die Protektion eines Patrons stellen, sondern alles sich allein verdanken. Enge Freundschaft verband ihn mit der Gräfin d’Agoult, die er als Schriftstellerin neben die Sand und Staël stellte und empathisch bewunderte. Auch andere weibliche Freundschaften kultivierte er, so kühl er sich sonst gab; zahlreiche in den Souvenirs inédits (Paris 1879) enthaltene Briefe bezeugen dies.

## Lanfreys Werk über Napoleon
1860 war Lanfreys Histoire politique des papes (neue Auflage 1880) erschienen, in der er zwar seine unabhängige und selbstständige Meinung zum Ausdruck bringt, die er jedoch nicht so vollkommen in seiner Gewalt hatte wie die Stoffe, die ihm so kongenial waren wie die bisher gewählten. 1863 verfasste er Le rétablissement de la Pologne.
In den auf 1864 folgenden Jahren beschäftigte sich Lanfrey intensiv mit dem Werk, das seinen literarischen Ruhm begründete, der Histoire de Napoléon I (5 Bände, 1867–75; deutsch von C. v. Glümer, 5 Bände, Berlin 1869–76; Band 6, beendet von v. Kalckstein, Minden 1885). Für die Erstellung dieser Schrift benutzte er umfangreiches Material, namentlich die eben vollendete Publikation der Korrespondenz des Kaisers. Im offenkundigen Widerstreit mit Thiers trat Lanfrey an die Gestalt des großen Korsen heran, neben der Erzählung macht sich daher die Widerlegung und Berichtigung sehr geltend. Sah Thiers in Napoleon das größte Genie der Neuzeit, dessen Persönlichkeit er mit großer Bewunderung zeichnete, so betrachtete ihn Lanfrey als den ärgsten Tyrannen und Feind der Freiheiten seines Volkes wie der Einzelnen. In oft einseitiger Darstellung greift er Napoleons Willkürregiment und dessen System privilegierter Lüge an, sucht dessen Nimbus zu zerstören und präsentiert ihn als grenzenlosen Egoisten. Er charakterisiert Napoleon aber allzu ungünstig, indem er nicht einmal seinem bewundernswerten Feldherrn- und Verwaltungsgenie gerecht wird. Lanfrey erkennt auch die Vorzüge und Leistungen der Nationen an, mit denen Napoleon seine Kriege führte; er spricht beifällig vom Kampf der Spanier, Portugiesen, Deutschen für ihre nationale Unabhängigkeit, preist einen Stein, einen Schill als echte Patrioten und große Persönlichkeiten, was ihm viele Franzosen bitter übelnahmen.
Für die Vollendung seines Werks über Napoleon starb Lanfrey zu zeitig, so dass es nur bis Dezember 1811 reicht, als der Bruch des französischen Kaisers mit Russland drohte. Das Werk fand reißenden Absatz, der 1880 schon die neunte Auflage in fünf Bänden bedingte. Unwillkürlich nimmt Lanfreys Buch immer wieder Bezüge auf zeitgenössische Verhältnisse; oft wenn er von Napoleon I. spricht, meint er auch den Nachahmer, Napoleon III. „den Kleinen“, und die Leserschaft, die dies sofort erkannte, verschlang darum das Werk nur umso begieriger.

## Rolle im Deutsch-Französischen Krieg
Lanfrey wurde in Fragen der inneren Politik allmählich konservativer, in denen der auswärtigen äußerst unzufrieden; in Napoleon III. und Bismarck sah er zwei Despoten, die Europa den Fuß auf den Nacken setzten; gelänge beiden ihr Vorhaben, so meinte er 1866, so wäre dies eine der beschämendsten Epochen der Geschichte, eine Ohrfeige für Gerechtigkeit und Wahrheit.
Bei den Wahlen von 1866 war Lanfrey ziemlich aussichtslos. Über Gambetta sprach er verächtlich, da er in ihm einen Scharlatan sah, während er fürchtete, dass die Zukunft den Schmeichlern des Pöbels gehören würde. Mit steigendem Groll sah er auf die Zustände des Landes. Bei der Abstimmung des Plebiszits von 1870 enthielt er sich, und sein dies mitteilender Brief an Parent wurde in Le Patriote savoisien abgedruckt. Mit Kummer sah er den Deutsch-Französischen Krieg von 1870/71, verwünschte die deutschen Siege und war auf Wilhelm I. und Bismarck zornig. Bald in Chambéry, bald in Paris erlebte er dieses Jahr als französischer Patriot voll Bitterkeit.
Sobald das Kaiserreich gestürzt war (4. September 1870), sprach sich Lanfrey für die Ansetzung von Wahlen in die konstituierende Nationalversammlung aus. Auch der Patriote savoisien trat dafür ein und hoffte, Lanfrey als deren Mitglied durchsetzen zu können. Lanfrey schrieb viele Aufsätze für diese Zeitschrift, wie immer gemäßigt republikanisch, antijakobinisch und ohne Phantasterei. Vergebens suchte er wieder nach Paris zu gelangen, das von den Deutschen zerniert war. So ließ er sich, um persönlich zur Verteidigung seines Vaterlands beizutragen, trotz seiner leidenden Gesundheit ohne Vorwissen seiner Mutter unter die mobilisierten Freiwilligen Savoyens einreihen, kam jedoch nicht zum Kampf, da der Krieg im Februar 1871 sein Ende fand.
Der Patriote savoisien war inzwischen ganz in den Dienst der Delegation von Tours der Regierung der nationalen Verteidigung übergegangen, die dem besonnenen Lanfrey antipathisch war; darum erschienen seine Aufsätze nun in der Gazette du Peuple. Er wetterte weiter schonungslos gegen Gambetta und seine Regierung und nannte sie die „Diktatur der Unfähigkeit“. Solange Gambetta am Ruder war, bekämpfte er ihn, was alle Exaltierten in Wut gegen Lanfrey versetzte. Gambetta wollte seinen klugen Gegner für Frankreichs Wohl gewinnen, aber Lanfrey wies die ihm angebotene Präfektur des Départements Nord energisch zurück und nahm unter Gambetta keine politische Rolle an.

## Politische Laufbahn zu Anfang der Dritten Französischen Republik
Trotz aller Bemühungen seiner Freunde fiel Lanfrey bei den nach dem vorläufigen Waffenstillstand mit Deutschland angesetzten Wahlen in die konstituierende Nationalversammlung in seinem Vaterland Savoyen durch, hingegen gelang seine Wahl am 8. Februar 1871 im Département Bouches-du-Rhône und er nahm in Bordeaux seinen Platz ein, ohne wie viele Andere Gambetta verletzend zu behandeln. Gambetta schien ihm allen Kredit verspielt zu haben; Thiers, Favre, Picard u. a. dankten Lanfrey für die mutige Weise, in der er das Land aus der Illusion über ihn gerissen habe. Ohne jede Verpflichtung trat er in die Konstituante, unabhängig, freier Herr seiner Äußerungen und Ansichten, gemäßigter Republikaner und Reformer, aber kein Parteigänger.
Von Versailles aus, wohin die Nationalversammlung im März 1871 übersiedelte, begab sich Lanfrey fast täglich nach Paris, wo die Kommune hier als Revolutionsregierung eine Verwaltung der Hauptstadt nach sozialistischen Vorstellungen versuchte. Eines Tages wurde er hier gefangen gesetzt und erst nach sechs Wochen gelang ihm die Flucht. Der in der Konstituante herrschende Ton missfiel ihm; in manchen Briefen milderte er aber sein Urteil, um die Versammlung in den Augen der Welt nicht zu diskreditieren. Obgleich auf literarischem Gebiet erbitterter Widerpart von Thiers, erkannte er bewundernd dessen Verdienste als nunmehriger (seit Ende August 1871 amtierender) Präsident der Republik an, und auf Anregung Jules Simons bot Thiers Lanfrey als Republikaner die Gesandtschaft in der Schweiz an. Lanfrey hätte diejenige in Italien vorgezogen, nahm aber an und ging, froh darüber, von Versailles wegzukommen, im Oktober 1871 als außerordentlicher Gesandter und bevollmächtigter Minister nach Bern, wo er sich rasch allgemeine Sympathie errang. Was in seiner Heimat geschah, verfolgte er mit gerunzelter Stirn von Bern aus; bei wichtigen Abstimmungen ging er nach Versailles.
Nie mischte sich Lanfrey, worauf schweizerische Parteimänner vergebens gehofft hatten, in innere Angelegenheiten der Eidgenossenschaft und in religiöse Konflikte ein. Als Thiers am 24. Mai 1873 die Präsidentenwürde niederlegte, reichte Lanfrey seinen Abschied ein, aber das neue Ministerium wollte ihn nicht annehmen, zumal nicht der Herzog von Broglie. Da der Bundespräsident besonderen Wert darauf legte, dass Lanfrey im Amt bleibe, so bekleidete er bis zum 29. November 1873 den Gesandtenposten. Mit Abscheu sah er auf die Frankreich zerstörenden Krankheiten „des Radikalismus, Sozialismus, Klerikalismus und Cäsarismus“, ärger als die Bonapartisten verurteilte er die Gambettisten, mit Ekel sprach er von der „klerikalen Pest“, welche die Fusion der Bourbons und Orléans bewerkstelligt habe.
Bald darauf nahm Lanfrey von Bern Abschied, kehrte nach Paris zurück, übte wieder seine parlamentarische Tätigkeit aus und stimmte u. a. gegen das Septennat, da ihm Mac-Mahons Regiment eine unlogische und bastardartige Kombination dünkte; seine Schrift Le Septennat kam erst 1880 in den Œuvres complètes zur Veröffentlichung. Er saß nach wie vor im linken Zentrum, dessen Vizepräsident er wurde, arbeitete an Napoleons Geschichte und schrieb mehrere Aufsätze. Den Pamphlets d’église in der Revue des Deux Mondes (Januar 1867) folgte ebenda  La Politique ultramontaine (Februar 1874).
Im Auftrag des Wahlausschusses des linken Zentrums redigierte Lanfrey das Wahlprogramm dieser Partei in einem Manifest, das von den Zeitungen im Dezember 1875 veröffentlicht wurde und worin er beständig an die Mäßigung, die Weisheit, die Unabhängigkeit und den Liberalismus appellierte, um die Republik auf festem Untergrund gebaut zu sehen. Freilich fürchtete er selbst, es könne anders kommen, und sein Wunsch, die Wahlen möchten zum Sieg „einer guten und gesunden konstitutionellen Majorität“ führen, ging nicht in Erfüllung. Er argwöhnte, die neue Versammlung werde Gewalttätigkeiten und Irrtümer begehen und unfähig sein, die Geschicke des republikanischen Regiments zu leiten. Wenige Tage, bevor er diese Besorgnis aussprach, war er ohne eigenes Bemühen am 15. Dezember 1875 Mitglied des Senats auf Lebenszeit geworden. Weder in der Kammer noch im Senat betrat er je die Rednertribüne.
Mit Thiers schloss Lanfrey enge Freundschaft, ohne sich deswegen in seinem geschichtlichen Urteil beeinflussen zu lassen. Er zählte seit 1876 zu dessen inneren Zirkel, wo es freilich manchen Streit gab, aber stets Friede zurückkehrte. Seine Abneigung gegen Gambetta hielt er weiterhin aufrecht. Schwere Leiden, die ihn vermehrt von der Teilnahme an politischen Entscheidungsprozessen fernhielten und wiederholt nach Südfrankreich führten, um Heilung zu suchen, verschlimmerten sich zusehends. Ein reizender Krankenaufenthalt wurde ihm 1877 von Freunden im Schloss Mont-Joli bei Billière nahe Pau bereitet. Hier angesichts der Pyrenäen sah Lanfrey unter großen Schmerzen den Tod herannahen. Mitunter sehnte er sich nach einem längeren glücklichen Leben, verzagte oder zürnte aber nie und nahm dankbar die aufopfernde Pflege seiner Umgebung an. Hier starb er unvermählt am 15. November 1877 im Alter von nur 49 Jahren. Seine Œuvres complètes erschienen 1879ff. in 12 Bänden, seine Correspondance 1885 in zwei Bänden.

## Werke (Auszug)
- L'Église et les philosophes au dix-huitième siècle (1855)
- Essai sur la révolution française (1858)
- Histoire politique des papes (1860)
- Lettres d'Evérard (1860)
- Le Rétablissement de la Pologne (1863)
- Études et portraits politiques (1863)
- Histoire de Napoléon Ier (1875)